# Нітроамофоска
Нітроамофоска (NH4H2PO4+NH4NO3+KCl) (Азофоска) — потрійне фізіологічно нейтральне мінеральне добриво — концентроване, азотно-фосфорно-калійне, гранульоване, випускається хімічною промисловістю України (Сумихімпром, Рівнеазот, Тетра-Агро тощо) та іншими країнами Європи, різноманітних марок із різним вмістом та співвідношенням елементів мінерального живлення: N:P: K = 16:16:16, 15:15:15, 21:21:21 та інші.
Найпоширеніший в Україні вид добрива, де N, P, K містяться приблизно в рівних частках.

## Склад
Азот: наявність азоту амідної форми позитивно впливає на зменшення акумуляції нітратів у рослині та запобігає вимиванню в глиб ґрунту.
Фосфор: у вигляді природних сполук, без додаткових хімічних перетворень, придатний до засвоєння рослинами на 90%. Відсутність кислої форми, характерної для хімічних фосфатів, не дає закислюючого для ґрунту ефекту.
Калій: в прийнятій для калійних добрив формі дає можливість широкого застосування під усі культури.
Сірка та Магній: елементи, які не є дефіцитними, проте на рівні основних компонентів добрива – необхідні для отримання високоякісного врожаю.
Наявність в складі добрива широкого спектра мікроелементів (Mn, Cu, Zn, Fe, В, та інших) забезпечує високий коефіцієнт використання корисних компонентів та виключає необхідність їх додаткового внесення навіть для рослин з підвищеними вимогами до них.

## Застосування
Використання азофоски має позитивний вплив на рослину, перш за все:
- забезпечує комплексне підживлення рослин необхідними елементами: азотом, фосфором та калієм;
- підвищує врожайність культур, забезпечує високу міцність стебел і стійкість рослин до вилягання;
- нітроамофоска підсилює стійкість рослин до заморозків, зменшує ураження кореневими гнилями, борошнистою росою, іржею.

Нітроамофоска використовується на будь-якому ґрунті, під всі сільськогосподарські культури та в садоводстві. Дози добрив розраховуються за даними агрохімічного аналізу ґрунту, кліматичних умов, біологічних потреб і запланованої врожайності культури.
Найефективніша на чорноземних і каштанових ґрунтах при зрошенні. При основному внесенні на чорноземних ґрунтах і на важких глинистих ґрунтах азофоску доцільно вносити під зяблеву оранку, а на легких ґрунтах — навесні.
Використовується в усіх кліматичних зонах. Найвища агрохімічна та економічна ефективність спостерігається за умови рядкового внесення при посіві та прикореневому підживленні рослин локально стрічковим способом на глибину 8—10 см, з обов'язковим загортанням технологічних щілин.
Переваги мінерального комплексного добрива нітроамофоски наступні:
- вирівнює кислотність: користь як для росту та захисту рослин, так і для ґрунту;
- відсутність сегрегації при зберіганні й розсипчастість при внесенні;
-  в одній гранулі міститься два і більше елементів мінерального живлення, що забезпечує їх високу позиційну доступність рослинам;
-  висока якість грануляції: рівномірність внесення;
-  містять водорозчинні легкодоступні рослинам сполуки елементів мінерального живлення;
-  концентровані, містять менше баластних сполук, можливе застосування в умовах недостатнього зволоження;
-  випускаються різних марок із широким спектром використання на всіх типах ґрунтів та для забезпечення фізіологічних особливостей різних сільськогосподарських культур;
-  забезпечують сталу врожайність, поліпшену якість і екологічність продукції, яку можна застосовувати для дитячого і дієтичного харчування;
-  забезпечують зниження витрат на транспортування, зберігання та використання.

## Рекомендовані норми внесення
- цукровий буряк 8—10 ц/га;[2]
- під озиму пшеницю 5—8 ц/га;[3]
- для підживлення суниці ранньою весною або після збору врожаю — по 15—20 г добрива на 1 м грядки;[4]
- при посадці картоплі та овочів 3—4 г мінерального добрива в кожну лунку. Або 1—2 кг на сотку;
- для підгодівлі плодових дерев і ягідних кущів 25—35 г нітроамофоски на 1 м²;
- кімнатні та балконні квіти поливати розчином 10—20 г на 10 л води у весняно-літній період через 2 тижні;

Головні елементи мінерального живлення містяться у формі водорозчинних та легкодоступних для рослин сполук: NH4H2PO4, (NH4)2HPO4, NH4NO3, NH4Cl, KCl, KNO3 , KHPO4. Фосфор нітроамофоски рухомий у ґрунті, і легко засвоюється рослинами. Корисні речовини рівномірно розподіляються у ґрунті, переважаючи за цим показником тукові суміші.